# Ancylolomia endophaealis
Ancylolomia endophaealis là một loài bướm đêm trong họ Crambidae.